# Noah Dickerson
Noah Dickerson (Maplewood, 1º febbraio 1997) è un cestista statunitense.

## Palmarès
- BBL Trophy: 1

Cheshire Phoenix: 2020-21